# Blutenburgstraße
Die Blutenburgstraße ist eine Innerortsstraße in den Stadtbezirken Maxvorstadt (Nr. 3) und Neuhausen-Nymphenburg (Nr. 9) von München.

## Verlauf
Die Blutenburgstraße setzt von der Pappenheimstraße ausgehend die Karlstraße nach Westnordwesten fort, verläuft dabei bis zur Maillingerstraße im Stadtbezirksteil Marsfeld der Maxvorstadt und wechselt an der Maillingerstraße in den Stadtbezirksteil St. Vinzenz von Neuhausen. Sie ist die südliche Parallelstraße zur Nymphenburger Straße, mit der sie über die Adamstraße, die Maillingerstraße, die Elvirastraße und die Gümbelstraße in Verbindung steht. Nach Süden führt die Maillingerstraße zur Marsstraße, die hier im Bogen zur Arnulfstraße leitet. Die Haslangstraße, die von der Kreuzung mit der Maillingerstraße zum Marsplatz führte, existiert als Straßenbezeichnung (wohl aber noch als Baulinie im Gelände des an der Ecke Elvirastraße angrenzenden Bayerischen Landeskriminalamts seit der Neubenennung als Baudrexelstraße im Jahr 1947 auf dem Gelände der ehemaligen Kaserne II als Teil des ursprünglich symmetrischen Straßenverlaufs nördlich des Marsplatzes) hier nicht mehr (aber im Stadtbezirk Laim); sie ist im Gelände des Landeskriminalamts aufgegangen. Weiter westlich stellt die Birkerstraße eine direkte Verbindung zur Arnulfstraße her. Der Ostteil der Blutenburgstraße endet an der Landshuter Allee, die als Teil des kreuzungsfrei ausgebauten Mittleren Rings (Bundesstraße 2 R) weder von Fahrzeugen noch von Fußgängern gequert werden kann. Der Westteil der Blutenburgstraße kann von ihrem Ostteil aus nur weiter nördlich an der Nymphenburger Straße erreicht werden, wo die Landshuter Allee in einem Tunnel verläuft. Der bis zur Landshuter Allee schnurgerade Verlauf der Straße knickt in ihrem kürzeren westlichen Teil nach Nordwesten ab und führt zur Nymphenburger Straße, an der die Straße kurz vor dem Rotkreuzplatz endet.

## Geschichte
Da der Fürstenweg, die heutige Nymphenburger Straße, für die Kutschen und Equipagen auf dem Weg von und zum Schloss Nymphenburg reserviert war, musste der sonstige Verkehr zwischen München und dem Dorf Neuhausen auf den Neuhauser Fahrtweg, die heutige Blutenburgstraße, ausweichen. Diese Funktion spiegelt sich auch in den früheren Straßenbezeichnungen wieder. Durch die Straße verkehrte, von der Arnulf- und der Spatenstraße kommend, seit 1890 bis 1900 die Dampftrambahn Richtung Nymphenburg, zeitweise parallel zur Straßenbahn durch die Nymphenburger Straße.

### Hausnummern
Aus dem Übersichtsplan 1898 (Blatt 13) ist ersichtlich, dass seinerzeit das Nummerierungssystem an der Maillingerstraße wechselte: liefen bis zu dieser die Hausnummern auf der rechten Seite mit geradzahligen Nummern bis 60 (die Nummern 30 bis 58 waren ersichtlich nicht vergeben), setzten sie sich anschließend ungeradzahlig ab 101 fort. Auf der linken Seite liefen sie nur bis Nr. 3 und westlich der Maillingerstraße ab Nr. 102 (bis Nr. 184 an der Einmündung in die Nymphenburger Straße) weiter.

## Namensgeber
Die Straße ist seit 1877 nach dem an der Würm gelegenen ehemaligen Jagdschloss Blutenburg in Obermenzing benannt.

## Öffentlicher Verkehr
Die Erschließung durch die U-Bahn erfolgt über die Stationen Maillingerstraße und Rotkreuzplatz der Linien 1 und 7, die unter der Nymphenburger Straße geführt sind. Die Dampftrambahn durch die Blutenburgstraße wurde schon 1900 eingestellt.

## Denkmalgeschützte Gebäude
- Nr. 4/6: ehemaliges Verwaltungsgebäude der Bayernwerk AG, fünfgeschossiger Neubarockbau mit Mansarddach und nordöstlich angesetztem Rückflügel, reich gegliederte Fassade mit plastischem Dekor und erhöhten Seitenrisaliten, bezeichnet 1924/25 (Denkmalliste D-1-62-000-815)
- Nr. 31: Mietshaus, Neurenaissance, Ende 19. Jahrhundert; Gruppe mit Elvirastraße 10 (Denkmalliste D-1-62-000-817)
- Nr. 35: Mietshaus, Neurenaissance-Eckbau, Ende 19. Jahrhundert; Gruppe mit Birkerstraße 3 (Denkmalliste D-1-62-000-818)
- Nr. 37: Mietshaus, Neurenaissance-Eckbau, 1891 von Josef Kalb; Gruppe mit Birkerstraße 2 (Denkmalliste D-1-62-000-819)
- Nr. 39: Mietshaus, Neurenaissance, Ende 19. Jahrhundert (Denkmalliste D-1-62-000-820)
- Nr. 41: Villa, deutsche Renaissance, Naturstein, 1889–90 von Julius Hofmann; im Vorgarten neubarocker Brunnen mit Putto (Denkmalliste D-1-62-000-821), auch bekannt als Villa Gianna[9]
- Nr. 49: Mietshaus, Neurenaissance, um 1890 (Denkmalliste D-1-62-000-822)
- Nr. 51: Mietshaus, Neurenaissance, um 1890 (Denkmalliste D-1-62-000-823)
- Nr. 55: Mietshaus, Eckbau in deutscher Renaissance, um 1900 (Denkmalliste D-1-62-000-824)
- Nr. 57: Mietshaus, Giebel in deutscher Renaissance, 1899–1900 von Fritz Sedlmair (Denkmalliste D-1-62-000-825)
- Nr. 59: Mietshaus, neugotisch, mit reicher Gliederung und plastischem Dekor, bezeichnet 1900, von Josef Neumaier (Denkmalliste D-1-62-000-826)
- Nr. 61: Mietshaus, Neurenaissance, um 1880/90 (Denkmalliste D-1-62-000-827)
- Nr. 63: Mietshaus, Neurenaissance, um 1880/90 (Denkmalliste D-1-62-000-828)
- Nr. 65: Mietshaus, Neurenaissance, um 1880/90 (Denkmalliste D-1-62-000-829)
- Nr. 71: Löhe-Haus, Jugendstil-Eckhaus, Anfang 20. Jahrhundert (Denkmalliste D-1-62-000-830)
- Nr. 72/74/76: Mietshausgruppe, drei fünfgeschossige Traufseitbauten mit Mittelerker und horizontaler Fassadenzonierung, in betont schlichter Gestaltung; Garagenhof mit Wäschetrocknungsterrasse; von Friedrich Lawatsch, bezeichnet 1937 (Denkmalliste D-1-62-000-9762)
- Nr. 80: Mietshaus, deutsche Renaissance, um 1900 (Denkmalliste D-1-62-000-831)
- Nr. 83: Mietshaus, deutsche Renaissance, reich dekorierter Erker, 1897 von Josef Kössler, 1952 aufgestockt (Denkmalliste D-1-62-000-832)
- Nr. 88: Mietshaus, neubarock, mit reichem Stuckdekor, 1890–91 von Johann Grübel (Denkmalliste D-1-62-000-833)
- Nr. 91: Mietshaus, neubarock, um 1900 (Denkmalliste D-1-62-000-834)
- Nr. 93: Mietshaus, neubarock, um 1900 (Denkmalliste D-1-62-000-835)
- Nr. 94: Mietshaus, Neurenaissance, um 1890 (Denkmalliste D-1-62-000-836)
- Nr. 98: Mietshaus, Neurenaissance, um 1890 (Denkmalliste D-1-62-000-837)
- Nr. 100/102: Mietshausgruppe, barockisierend, mit Stuckdekor, bezeichnet 1909 bzw. 1910, Fassadenpreisträger 2005 (Denkmalliste D-1-62-000-838)
- Nr. 104: Mietshaus, barockisierender Eckbau, Anfang 20. Jahrhundert; Gruppe mit Gümbelstraße 3 und 5 (Denkmalliste D-1-62-000-839)
- Nr. 106: Mietshaus, neubarocker Eckbau, 1902 von Anton Hatzl (Denkmalliste D-1-62-000-840); nach Habel/Merten/Petzet/von Quast (dort Abb. 68) "sehr gut erhaltenes neubarockes Mietshaus, noch weitgehend ohne die Jugendstilelemente, die die zwei Jahre später errichteten Nachbarhäuser Gümbelstraße 2-4 charakterisieren".
- Nr. 108: Mietshaus, deutsche Renaissance mit Jugendstilanklängen, reich gegliedert und dekoriert, um 1900 (Denkmalliste D-1-62-000-841)
- Nr. 110: Mietshaus, deutsche Renaissance, mit Stuckdekor, um 1900 (Denkmalliste D-1-62-000-842)
- Nr. 110: Mietshaus, Eckbau in deutscher Renaissance, um 1900 (Denkmalliste D-1-62-000-843)

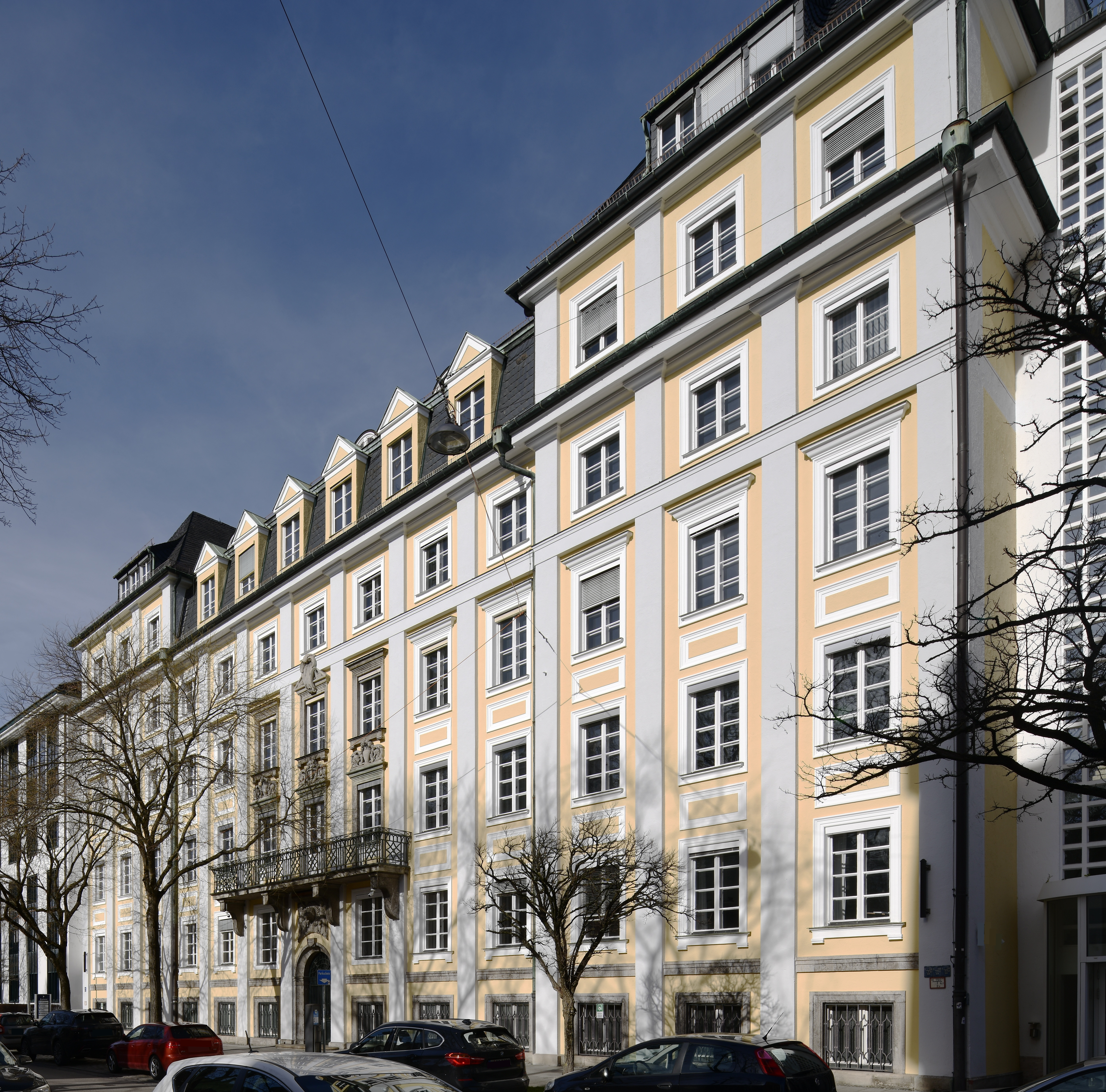
Ehemaliges Verwaltungsgebäude der Bayernwerk AG, Nr. 4/6
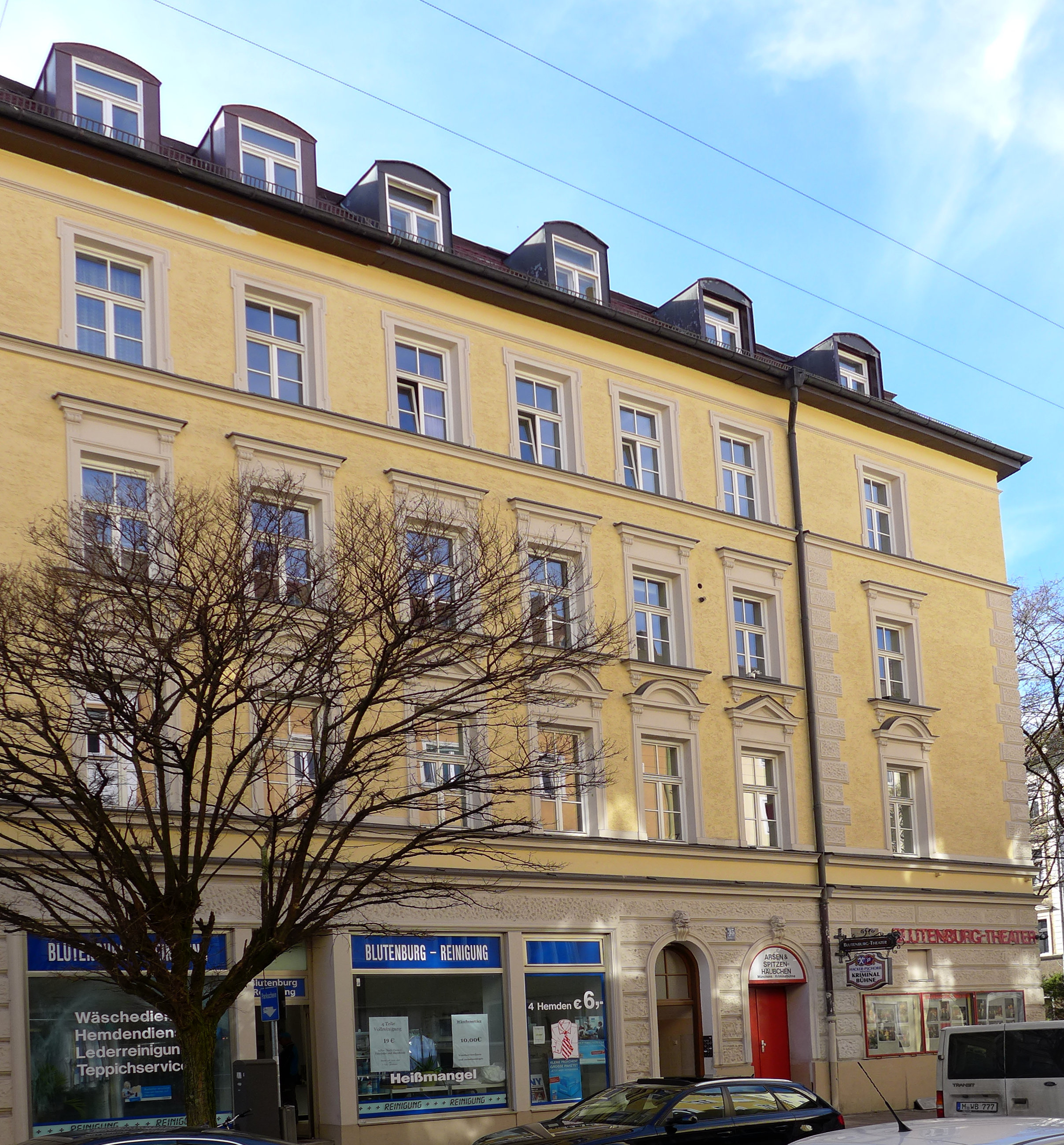
Blutenburgstraße 35
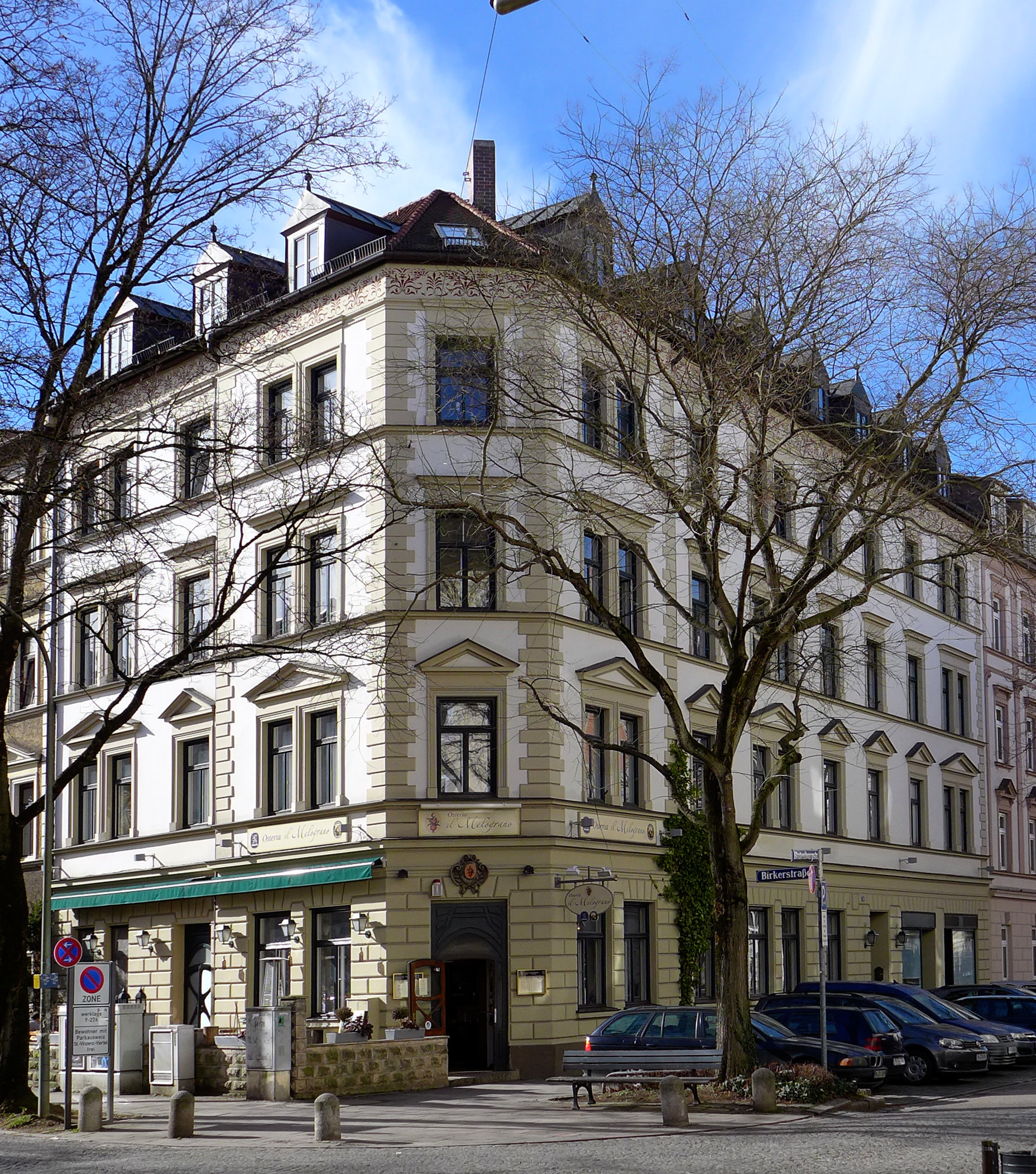
Blutenburgstraße 37
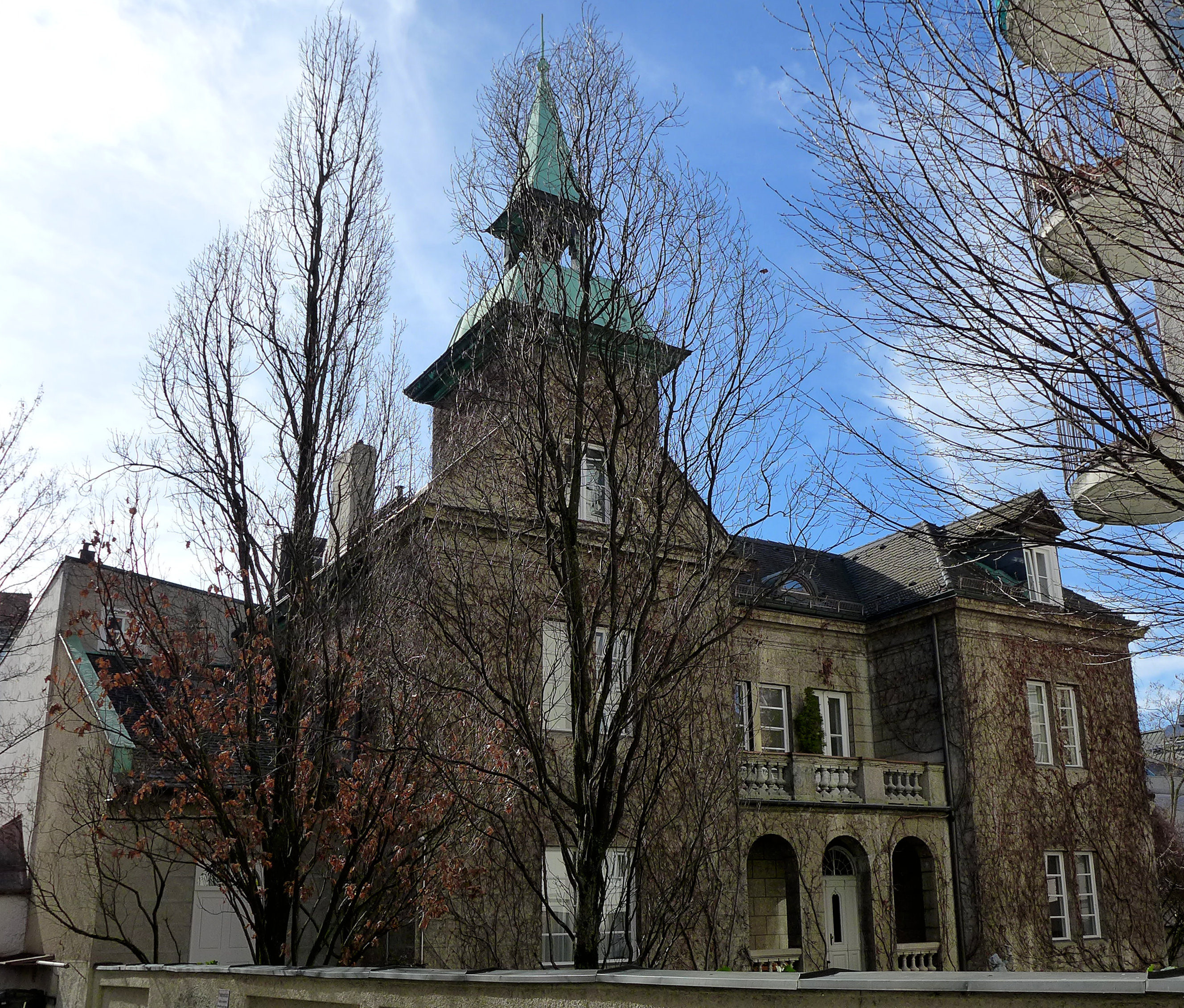
Blutenburgstraße 41
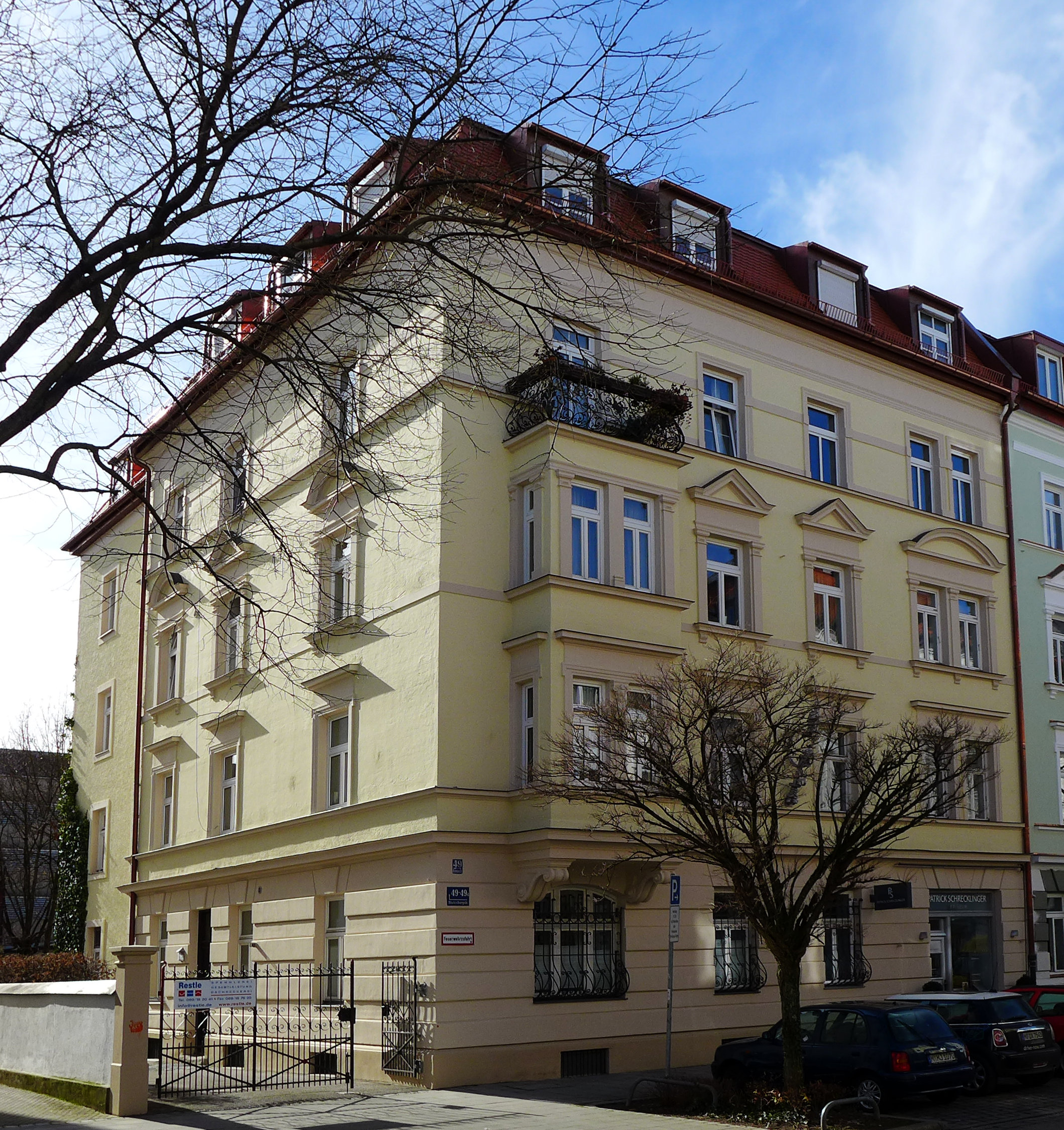
Blutenburgstraße 49
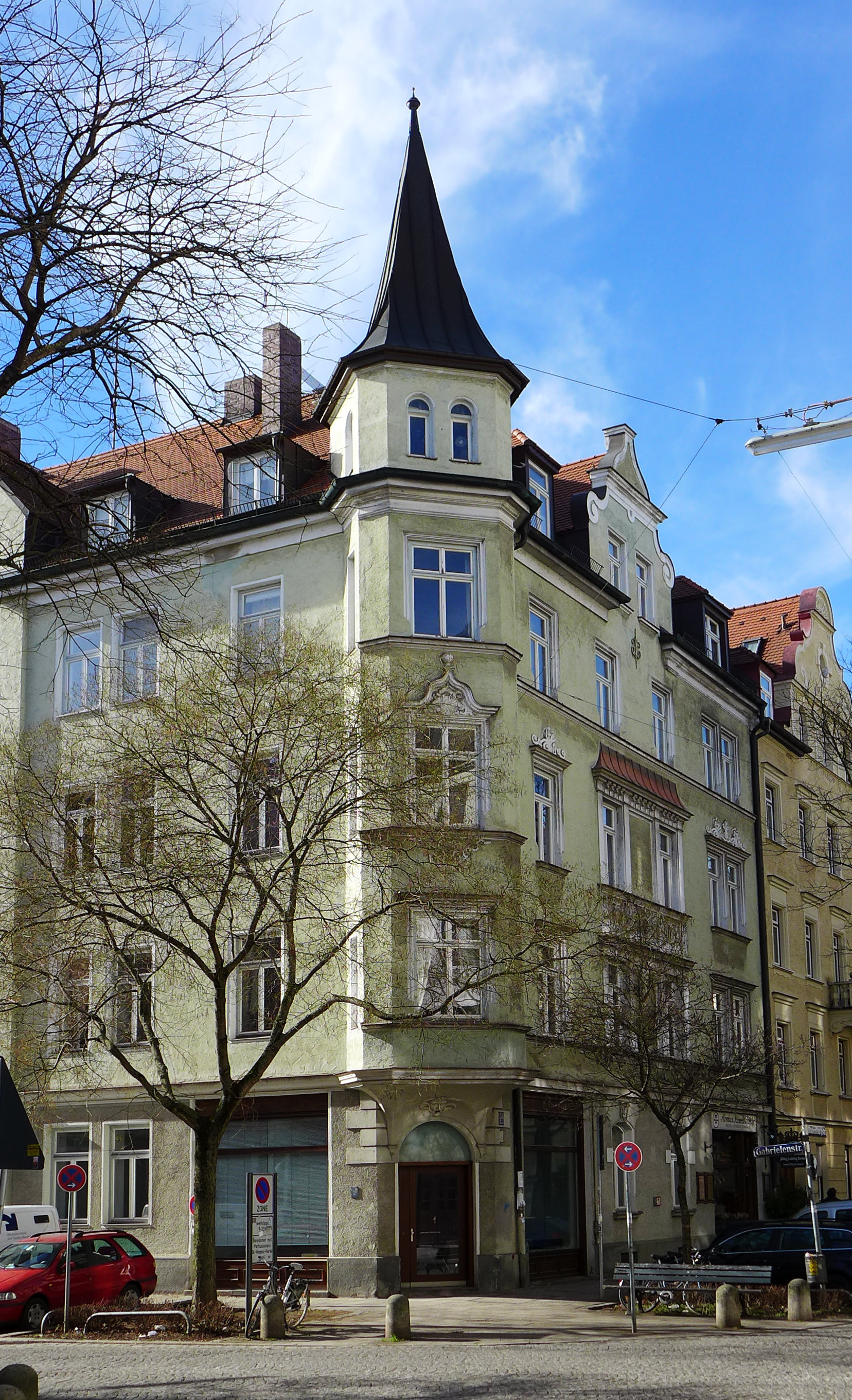
Blutenburgstraße 55
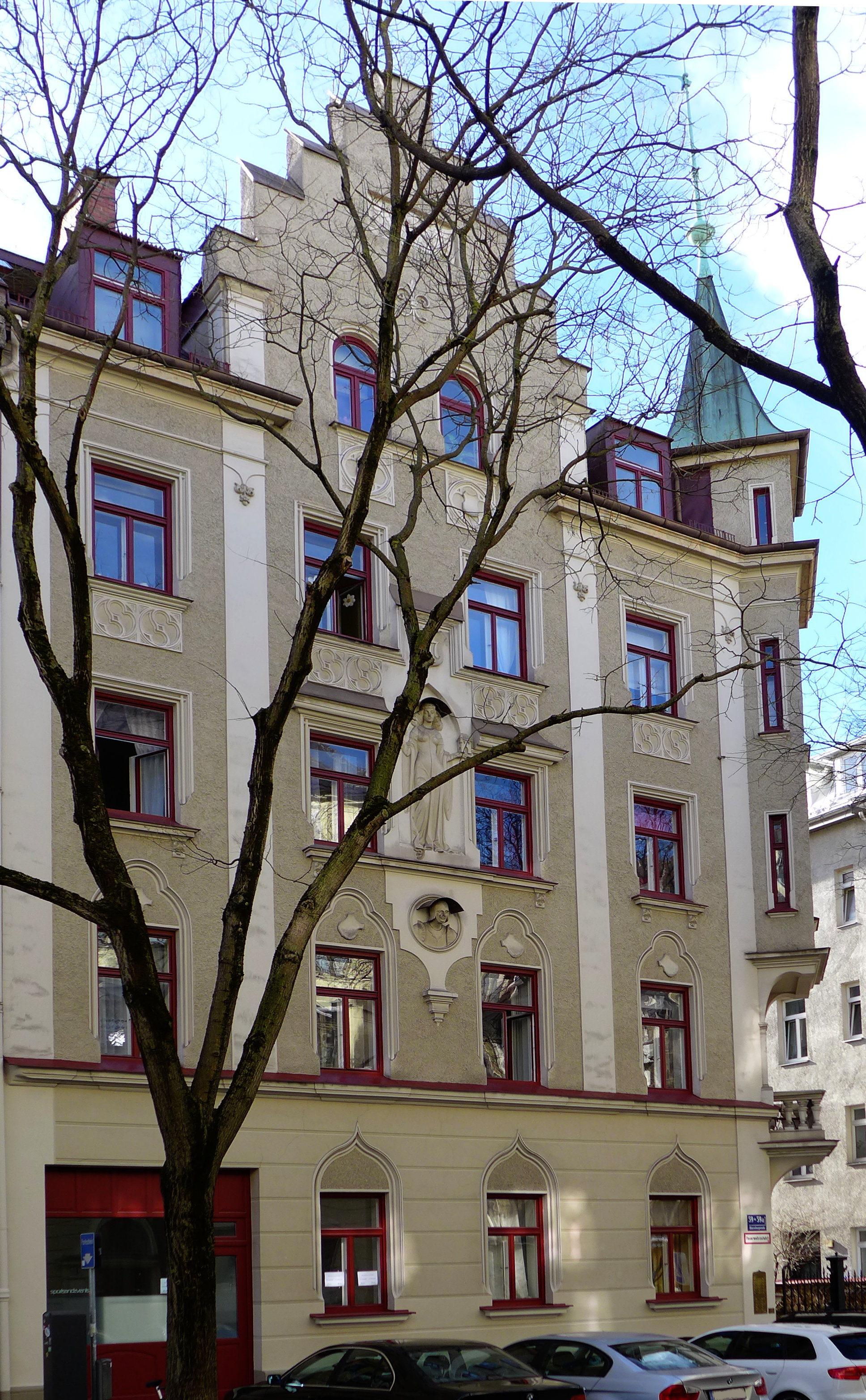
Blutenburgstraße 59
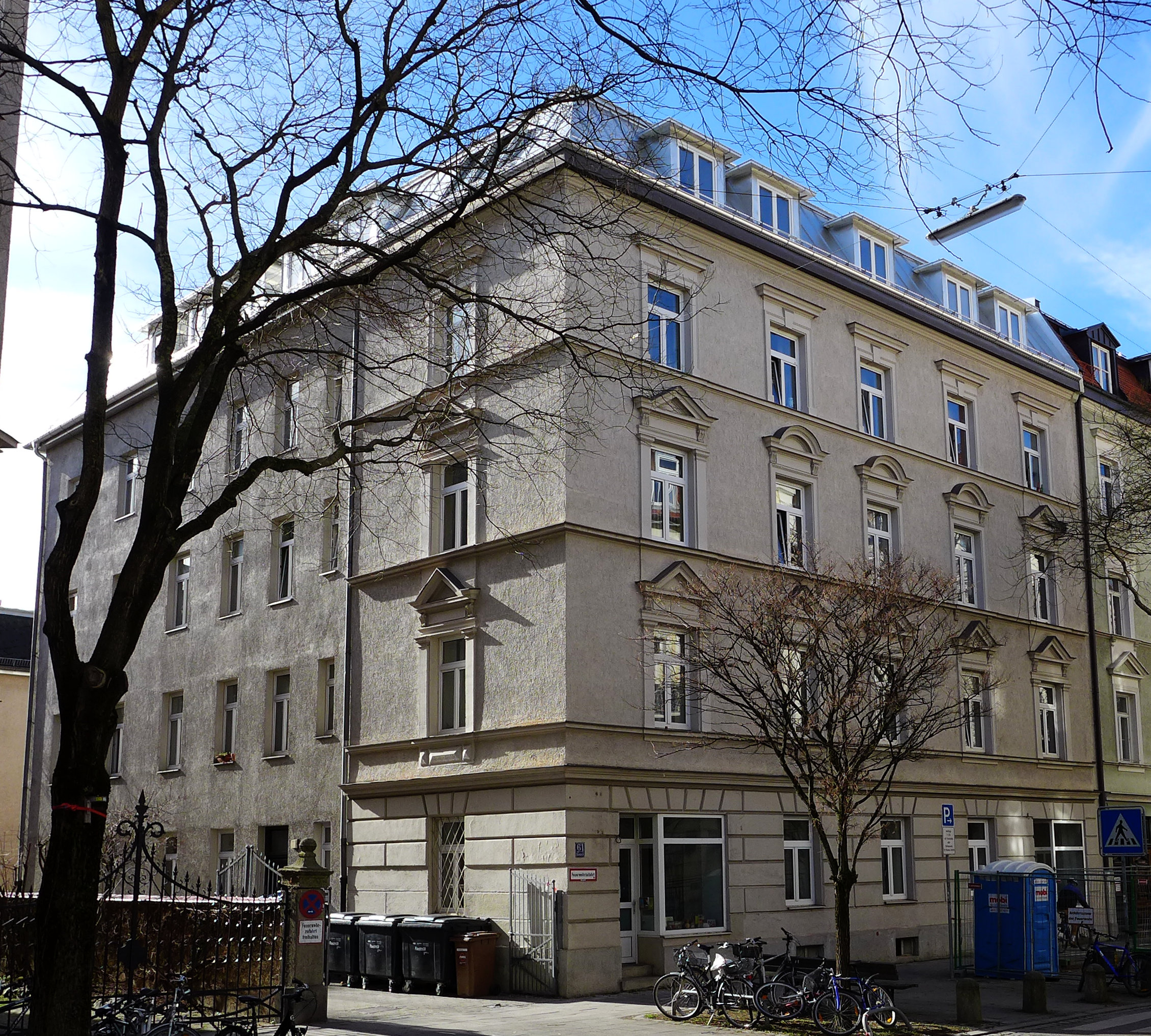
Blutenburgstraße 61
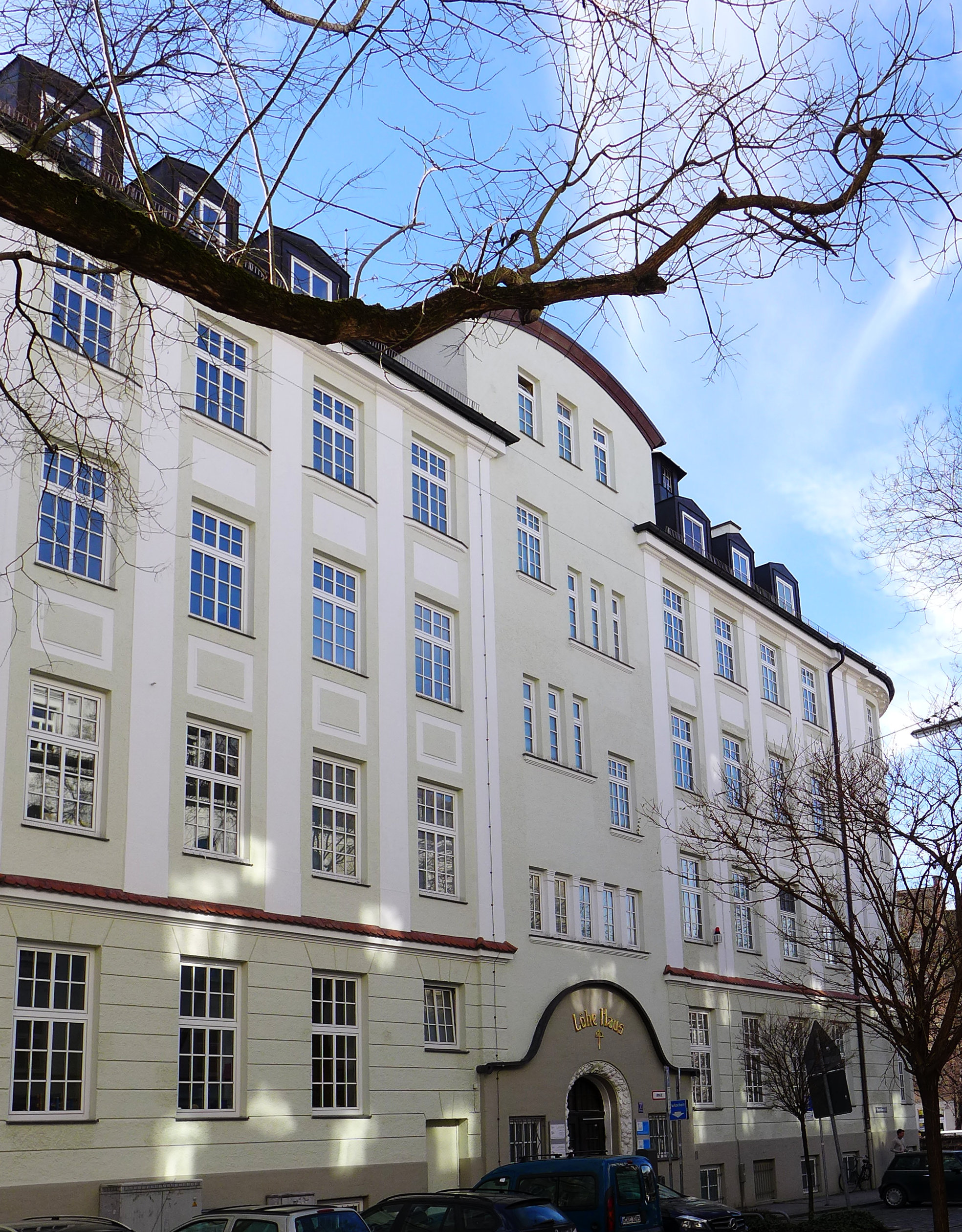
Löhe-Haus Blutenburgstraße 71
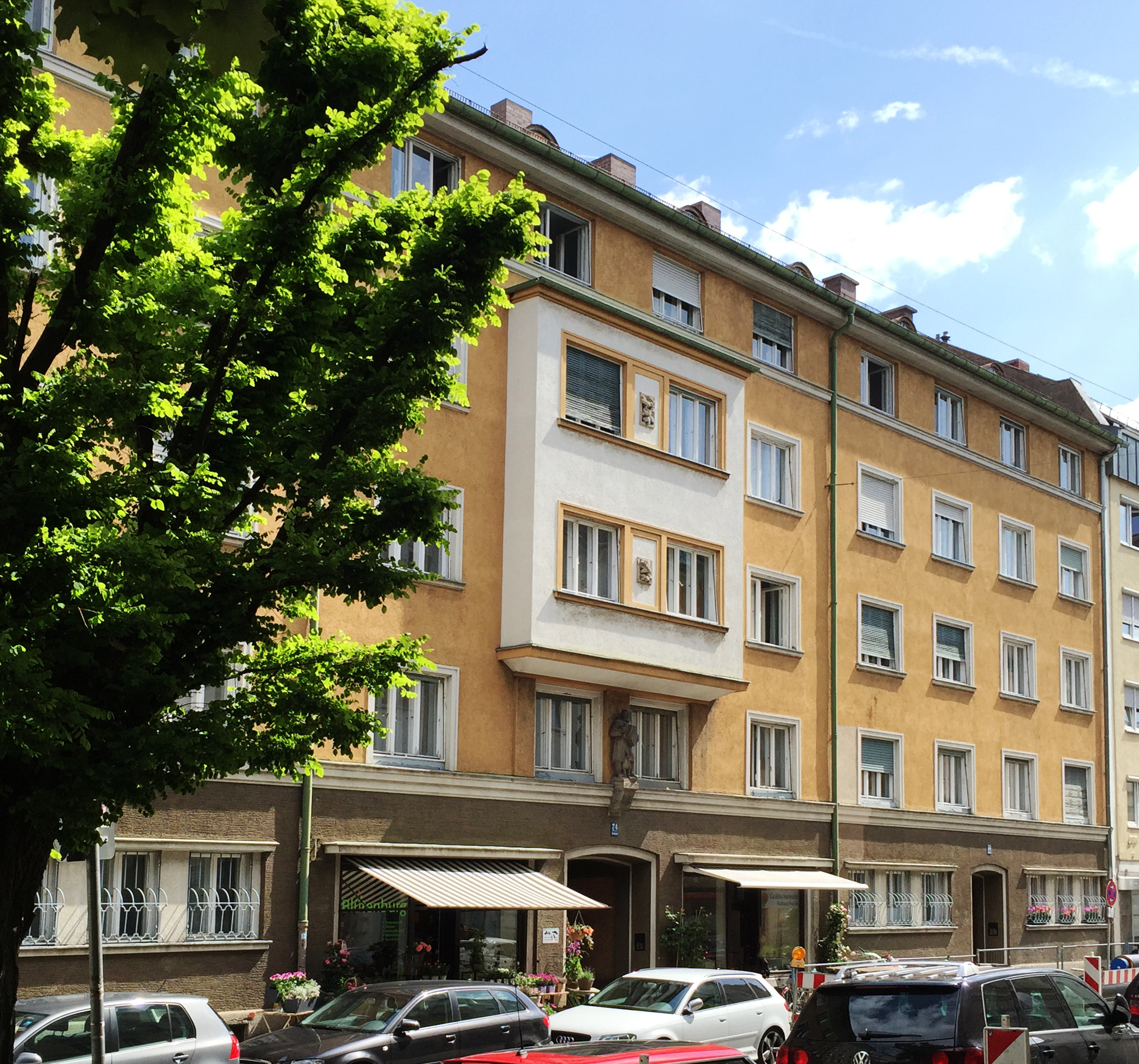
Blutenburgstraße 72/74/76
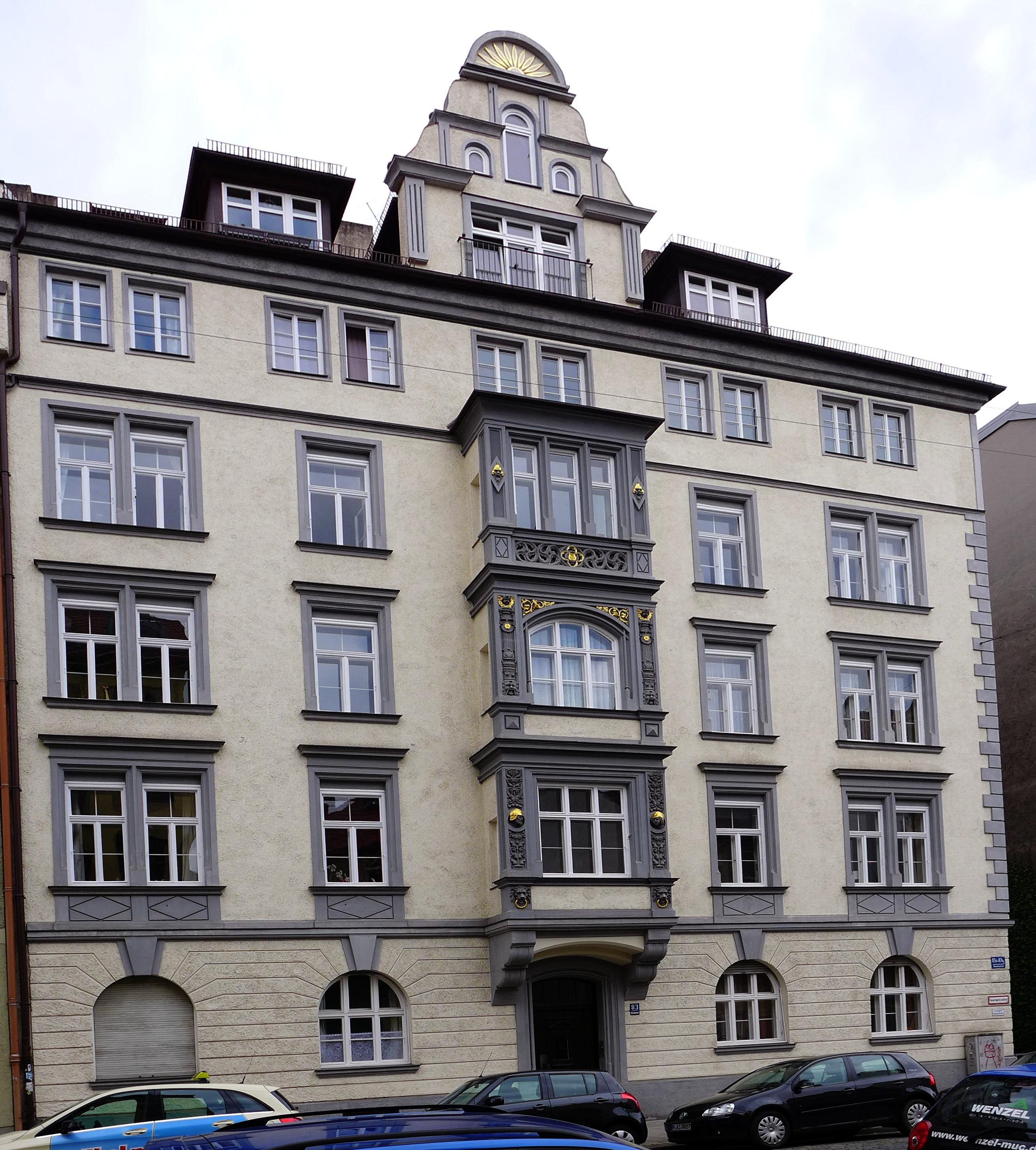
Blutenburgstraße 83
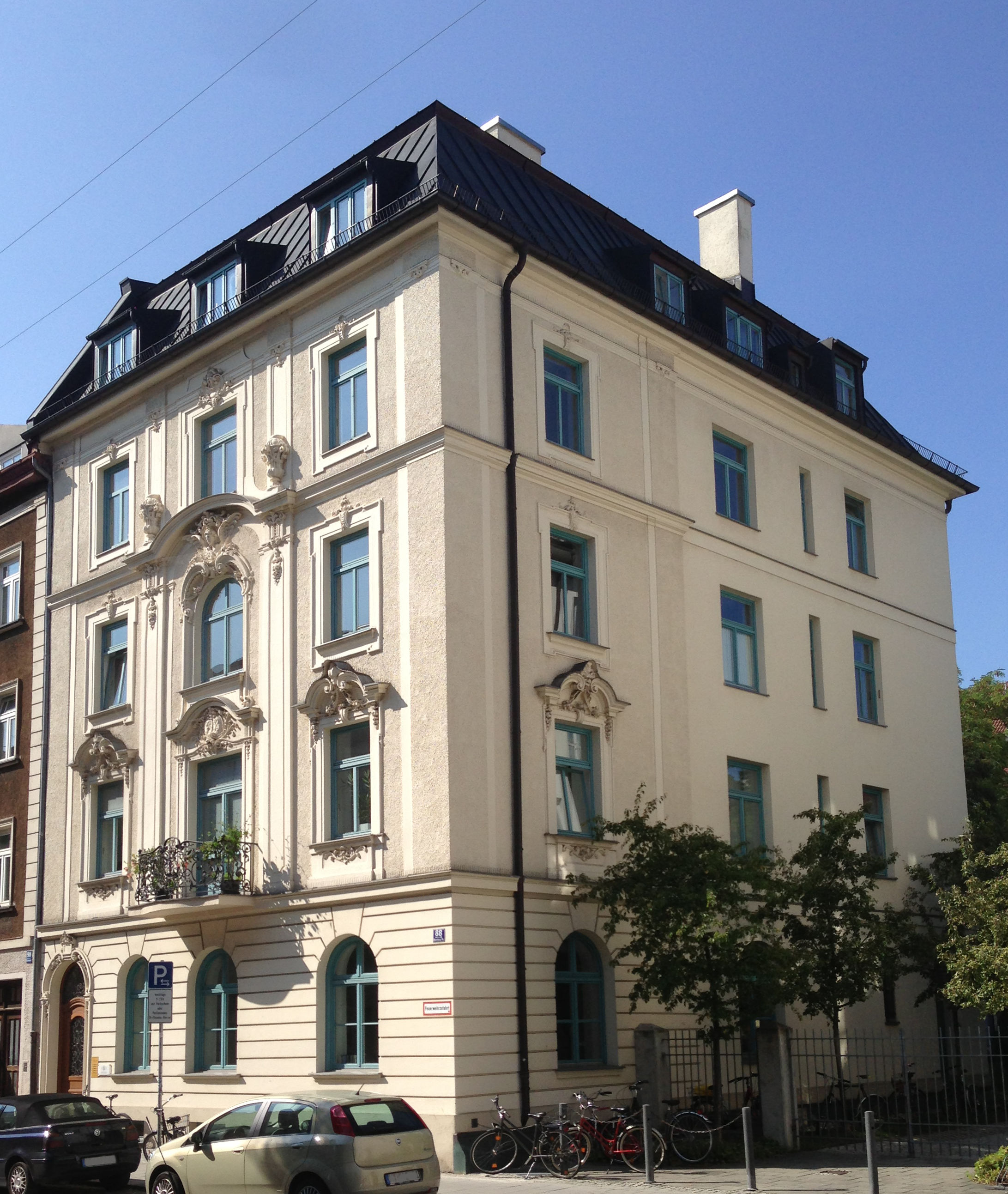
Blutenburgstraße 88
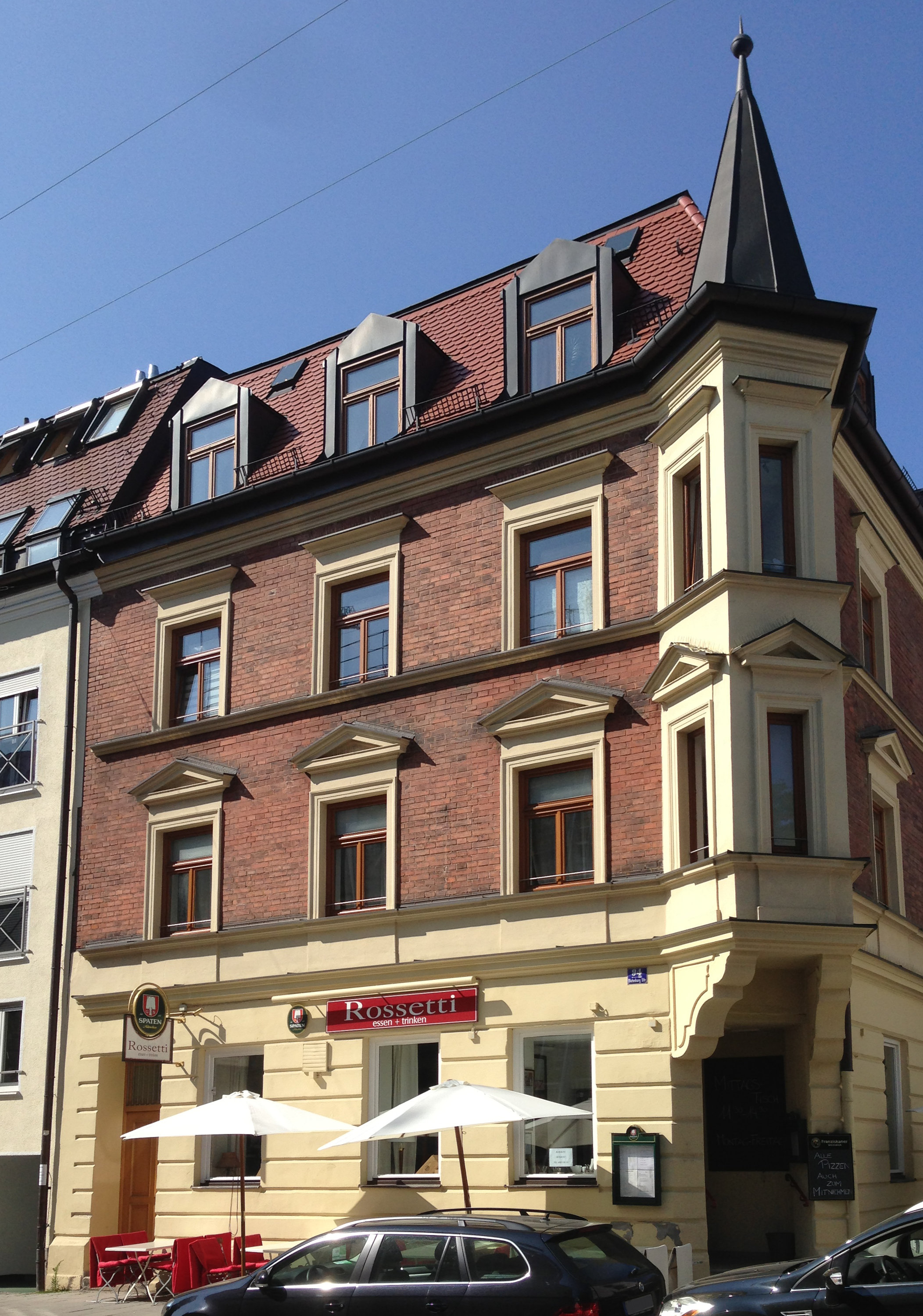
Blutenburgstraße 94
Blutenburgstraße 100a/100b
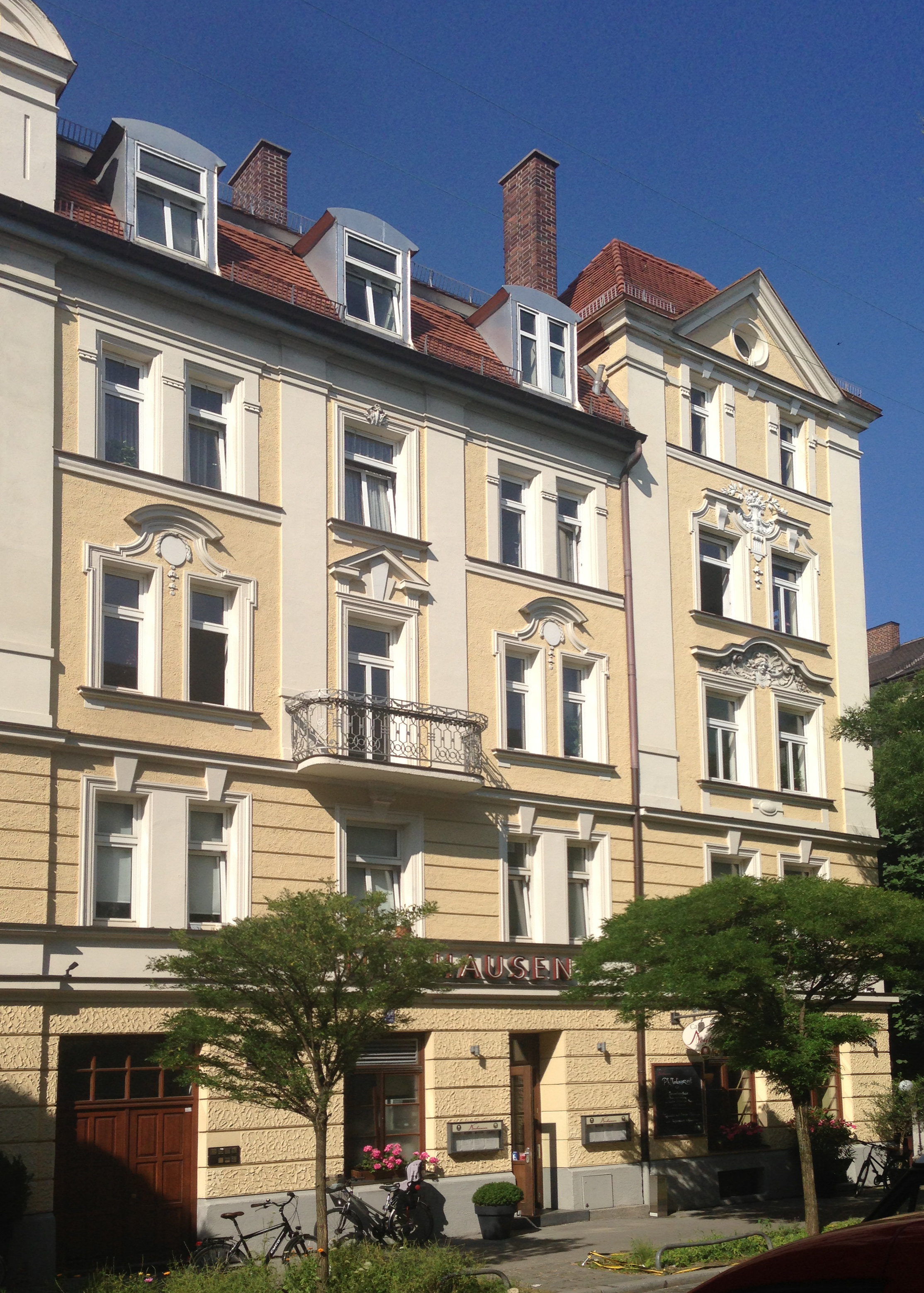
Blutenburgstraße 106
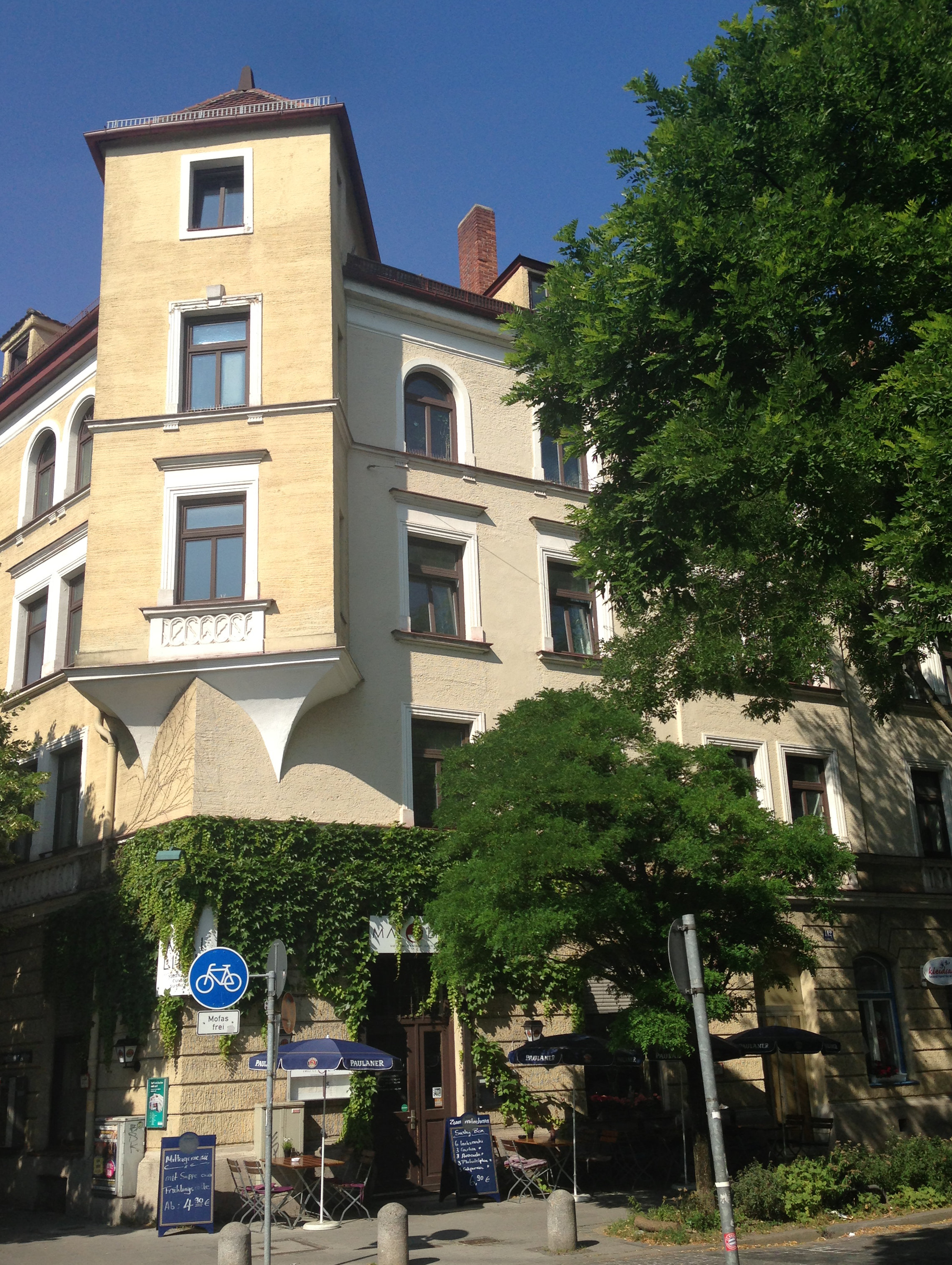
Blutenburgstraße 112

### Ehemals noch aufgeführt
(Quelle: )
- Nr. 2: Neurenaissance, Ende 19. Jh. (bildet eine Einheit mit Pappenheimstraße 10/12)
- Nr. 2a: Neurenaissance, reich gegliedert, um 1880
- Nr. 52: spätklassizistisch, um 1860/70

## Öffentliche Gebäude

Ehemalige Kriegsakademie

- Ehemalige Bayerische Kriegsakademie (ehemals Blutenburgstraße 3, 1889/90 von Gustav von Schacky), Ort des Prozesses gegen Hitler, Ludendorff, Röhm, Frick und andere nach dem Hitlerputsch am 9. November 1923. Von dem Gebäude steht nur noch der Flügel an der Pappenheimstraße 14[11] (von 1949 bis 1984 als städtisches Krankenhaus genutzt, derzeit (2025) leerstehend[12]).

## Religiöse Gebäude

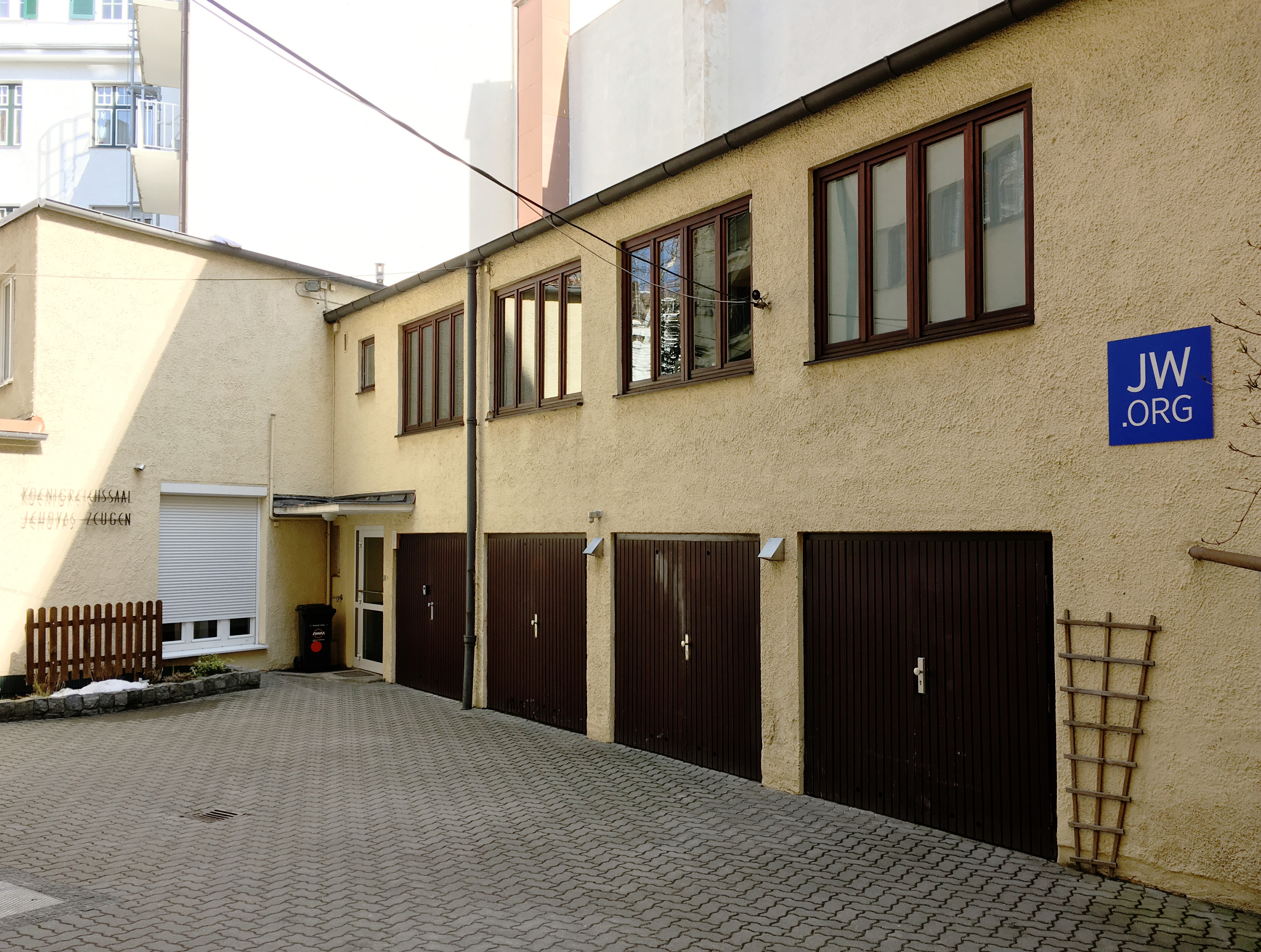
Königreichssaal

- Königreichssaal der Zeugen Jehovas, Blutenburgstraße 116

## Technische Bauwerke

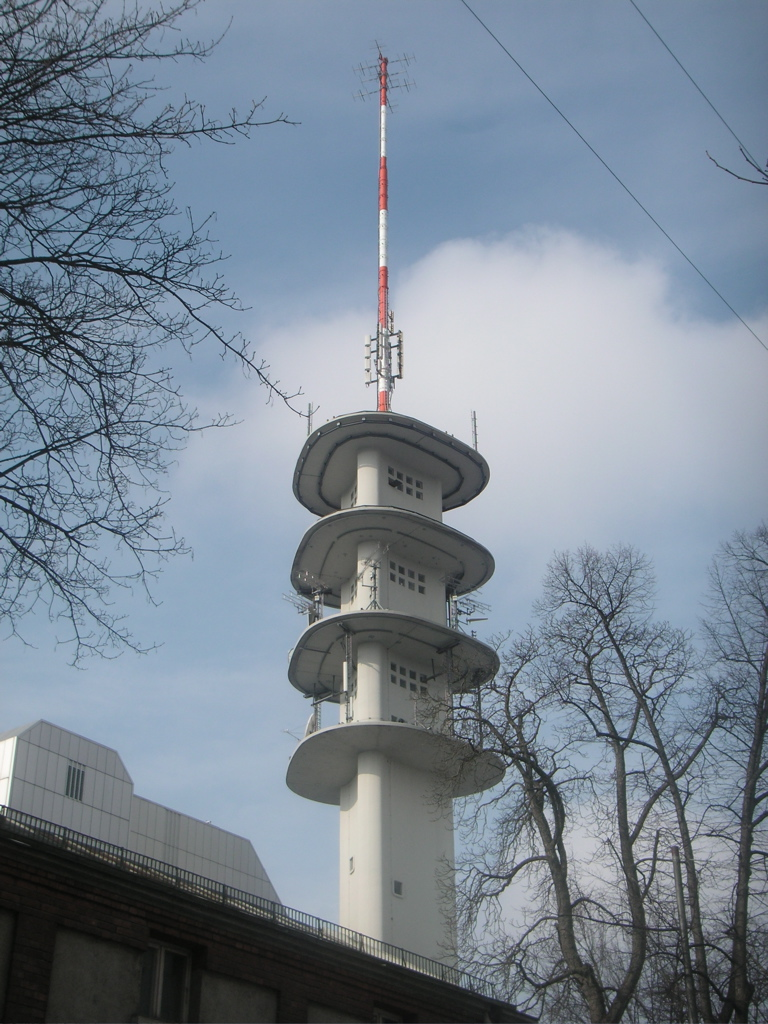
Der Fernmeldeturm

- Fernmeldeturm der Oberpostdirektion München, heute von der Deutschen Telekom genutzter, 1956 errichteter, 108 m hoher Sendeturm.

## Brunnen

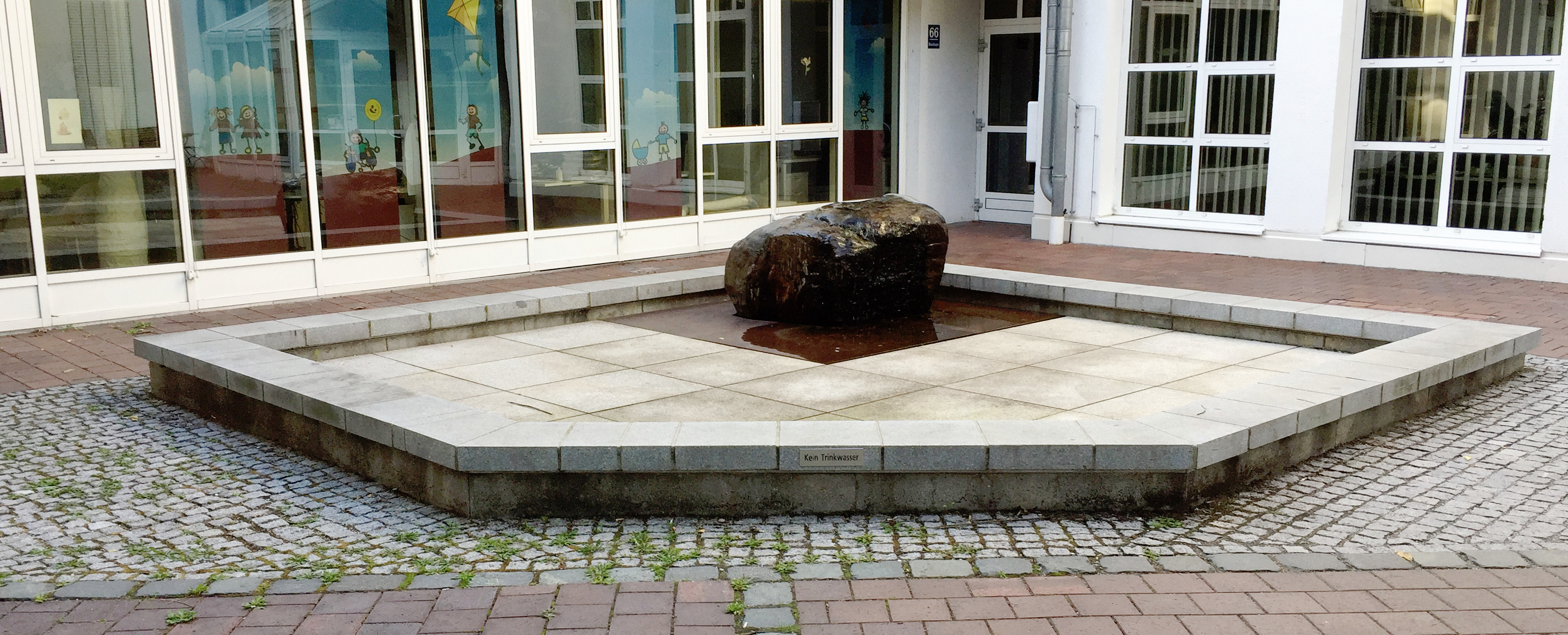
Brunnen Blutenburgstraße 62

- Brunnen Blutenburgstraße 62

## Theater

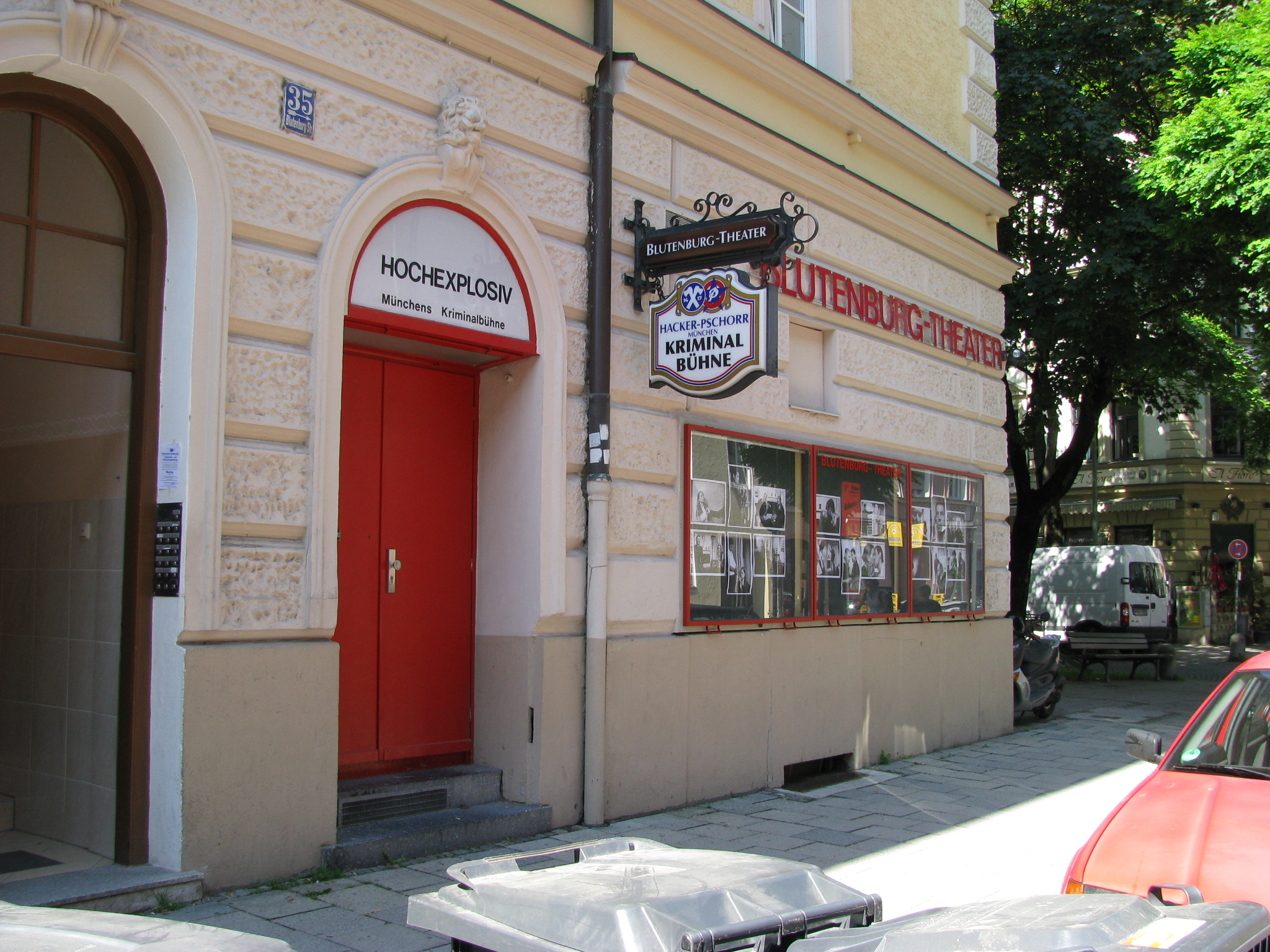
Blutenburg-Theater (2009)

- Blutenburg-Theater, Privattheater (Kriminalstücke[13]), bis 1971 Kino Walhalla, Haus Nr. 35

## Schulen und Sozialeinrichtungen
- Grundschule an der Blutenburgstraße, Blutenburgstraße 3[14]
- Löhe-Haus des evangelisch-lutherischen Diakoniewerks München und Oberbayern, Blutenburgstraße 71 (Ecke Landshuter Allee)[15]

## Grünanlage
- Kleine Grünanlage gegenüber Haus Nr. 40.

## Abgegangene Bauwerke
- Pionierschule, an der Stelle der heutigen Grundschule. In K. Baedeker: Süddeutschland. Handbuch für Reisende, Leipzig 1890, ist im Stadtplan München im Bereich südlich der Blutenburgstraße zwischen Maillingerstraße (westlich) und Marsfeldstraße (östlich) bis zum (nicht benannten) Marsplatz die „K. Militair-Bildungsanstalt (im Bau)“ verzeichnet.
- Straßenbahndepot, Nr. 54 bis 62 (1877 bis 1928, Anbindung damals über die Nymphenburger Straße), heute Parkplatz für einen Supermarkt. Es bestand auch eine Verbindung zu der von 1890 bis 1900 durch die Blutenburgstraße verkehrenden Dampftrambahn (siehe Plan von 1898). Die Mauer des Depots ist teilweise erhalten.[16]